# Памятник Юрию Гагарину (Иркутск)
Памятник Юрию Гагарину в Иркутске был поставлен на бульваре Гагарина в 1977 году.
Иркутск является одним из городов, которые входят в пятёрку регионов России по количеству вышедших из них космонавтов — отсюда, как и из других регионов, разделивших с Иркутском третье место в этом рейтинге, родом четыре российских космонавта.
Памятник установлен в центре круглой клумбы, на постаменте.
Автором проекта этого памятника и главным скульптором является Ю. Ф. Кузьмин, архитектор — В. Н. Федорин. Над созданием этого памятника работали также ещё четыре человека — Ю. Ф. Кузнецов, И. Г. Книжников, В. Н. Конецкий, В. П. Верхозин.
Бюст был отлит по заказу городской администрации на Иркутском заводе тяжёлого машиностроения. Имена рабочих, которые были заняты в реализации этого проекта, отражены на памятной табличке.
В памятные даты около памятника проходят торжественные мероприятия, также здесь проходят городские праздники. В мероприятиях регулярно принимает участие городской Совет ветеранов, в дни памяти Юрия Гагарина и в День космонавтики около памятника проводится церемония возложения цветов.
К шестидесятилетнему юбилею полёта Юрия Гагарина на территории, прилегающей к памятнику были произведены работы по благоустройству, сам памятник был отреставрирован.

## Описание памятника
Памятник представляет собой бюст, выполненный из бронзы и размещённый на гранитный постамент, стоящий в центре клумбы. Бюст расположен на плоском основании, создающем несколько специфический вид, который и послужило причиной появления народных названий памятника — «Таблетка» или «Голова на блюде».
На постаменте с передней части нанесена надпись:
«Ю. А. Гагарин»
Позади памятника на основании укреплена табличка с надписью:
«ИЗТМ. Кузнецов Ю. Ф., Книжников И. Г. , Конецкий В. Н., Верхозин В. П.»